# OutDaughtered
OutDaughtered (no Brasil, Os Busbys +5; Portugal, OutDaughtered) é um reality show norte-americano exibido pelo TLC, estrelado por Adam e Danielle Busby, pais de quíntuplas, as primeiras a serem concebidas naturalmente nos Estados Unidos.

## Elenco
A família Busby consiste em Adam (nascido em 10 de junho de 1982) e Danielle Busby (nascida em 23 de dezembro de 1983), que estão casados desde 2006; a filha mais velha Blayke Louise, nascida em 5 de abril de 2011; e as quíntuplas Ava Lane, Olivia Marie, Hazel Grace, Riley Paige e Parker Kate, nascidas em 8 de abril de 2015.
Danielle deu à luz as quíntuplas por cesariana com 28 semanas de gestação. Elas passaram os primeiros meses de suas vidas na unidade de terapia intensiva neonatal do Woman's Hospital do Texas. Ava foi a última a ser liberada, e teve alta em 6 de julho de 2015. Ava e Olivia são gêmeas idênticas; Hazel, Riley e Parker são trigêmeas fraternos.
O casal é natural de Lake Charles, na Luisiana, porém se mudaram para Houston, Texas, depois de se casarem. Após o nascimento das quíntuplas a família se mudou para League City, Texas, ainda na primeira temporada da série.
| # | Nome          | Data de nascimento          |
| - | ------------- | --------------------------- |
| 1 | Blayke Louise | 5 de abril de 2011 (age 13) |
| 2 | Ava Lane      | 8 de abril de 2015 (age 9)  |
| 3 | Olivia Marie  | 8 de abril de 2015 (age 9)  |
| 4 | Hazel Grace   | 8 de abril de 2015 (age 9)  |
| 5 | Riley Paige   | 8 de abril de 2015 (age 9)  |
| 6 | Parker Kate   | 8 de abril de 2015 (age 9)  |

## Episódios
| Temporada | Temporada | Episódios | Exibição original       | Exibição original      |
| Temporada | Temporada | Episódios | Estreia da temporada    | Final da temporada     |
| --------- | --------- | --------- | ----------------------- | ---------------------- |
|           | 1         | 4         | 10 de maio de 2016      | 31 de maio de 2016     |
|           | 2         | 10        | 15 de novembro de 2016  | 17 de janeiro de 2017  |
|           | 3         | 10        | 11 de julho de 2017     | 12 de setembro de 2017 |
|           | 4         | 13        | 10 de julho de 2018     | 2 de outubro de 2018   |
|           | 5         | 8         | 11 de junho de 2019     | 30 de julho de 2019    |
|           | 6         | 6         | 1 de outubro de 2019    | 5 de novembro de 2019  |
|           | 7         | 4         | 2 de junho de 2020      | 30 de junho de 2020    |
|           | 8         | TBA       | 23 de fevereiro de 2021 | TBA                    |

### 1.ª temporada (2016)
| N.º na série | N.º na temp. | Título                            | Lançamento         |
| --- | ------------ | --------------------------------- | ------------------ |
| 1 | 1            | "Make Room for Quints"            | 10 de maio de 2016 |
| Adam e Danielle Busby desafiam todas as estatísticas ao dar à luz às primeiras quíntuplas dos EUA. Depois de meses na UTI neonatal, elas vão para casa e viram a vida do casal de pernas para o ar.  |              |                                   |                    |
| 2 | 2            | "Chaos with Quints"               | 17 de maio de 2016 |
| Adam e Danielle se esforçam para atender às necessidades das quíntuplas e arranjar tempo também para Blayke, sua filha de quatro anos. O atraso da vovó Mimi causa confusão numa sessão de fotos.    |              |                                   |                    |
| 3 | 3            | "Quintuple Trouble"               | 24 de maio de 2016 |
| Adam volta ao trabalho, deixando Danielle para cuidar sozinha de Blayke e das quíntuplas. Logo no primeiro dia sem Adam, Hazel tem febre e Danielle se sente solitária e sobrecarregada.             |              |                                   |                    |
| 4 | 4            | "Should We Stay or Should We Go?" | 31 de maio de 2016 |
| Adam e Danielle percebem que precisam de uma casa maior, mas se estressam com a procura quando descobrem o alto custo dos imóveis. Danielle tem uma ideia que pode resolver todos os seus problemas. |              |                                   |                    |

### 2.ª temporada (2016–17)
| N.º na série | N.º na temp. | Título                             | Lançamento             |
| --- | ------------ | ---------------------------------- | ---------------------- |
| 5 | 1            | "Catching Up with the Quints"      | 15 de novembro de 2016 |
| Adam e Danielle vivem ocupados com os cuidados das quíntuplas de 15 meses. Quando um médico sugere um procedimento radical para uma das meninas, os Busbys enfrentam uma decisão difícil.               |              |                                    |                        |
| 6 | 2            | "All Eyes on Hazel"                | 22 de novembro de 2016 |
| Os Busbys viajam de carro para Lake Charles para ajudar Mimi com um bazar. Danielle e Adam precisam decidir se submetem Hazel a uma arriscada cirurgia ocular.                                          |              |                                    |                        |
| 7 | 3            | "A Quint in Crisis"                | 29 de novembro de 2016 |
| Hazel é submetida à cirurgia ocular, e Adam e Danielle esperam ansiosamente para descobrir se o procedimento foi bem-sucedido; a mãe de Danielle, Mimi, se muda para a casa da família.                 |              |                                    |                        |
| 8 | 4            | "Quint-fluenza"                    | 6 de dezembro de 2016  |
| Danielle pega gripe e Mimi precisa cuidar das cinco meninas sozinha; Adam planeja uma surpresa para Danielle pelo aniversário de dez anos de casamento; Danielle recorda seus partos prematuros.        |              |                                    |                        |
| 9 | 5            | "This Little Quint Says Stay Home" | 13 de dezembro de 2016 |
| Danielle e Adam pensam em enviar as meninas para uma creche, mas quando uma delas não pode ir, eles enfrentam a difícil decisão de separá-las; viver sob o mesmo teto dos Busbys abala seriamente Mimi. |              |                                    |                        |
| 10 | 6            | "5 Babies on a Budget"             | 20 de dezembro de 2016 |
| Danielle confronta Adam sobre seus gastos, e eles percebem que precisam tomar decisões difíceis para sustentar as seis meninas; eles precisam redobrar os esforços para fazer Hazel andar.              |              |                                    |                        |
| 11 | 7            | "A Nightmare on Quint Street"      | 27 de dezembro de 2016 |
| A família compra fantasias, abóboras e preparam a casa nova para a primeira festa de Halloween das meninas; os Busbys precisam tomar uma decisão definitiva sobre um investimento de 100 mil dólares.   |              |                                    |                        |
| 12 | 8            | "Quint-cation Chaos"               | 3 de janeiro de 2017   |
| Nas primeiras férias das quíntuplas, as crianças ficam agitadas e dão muito trabalho a Adam e Danielle; Adam receia contar a seu cunhado e chefe o novo negócio que está começando.                     |              |                                    |                        |
| 13 | 9            | "A Thanksgiving Miracle"           | 10 de janeiro de 2017  |
| Adam e Danielle decidem receber 20 pessoas para um almoço de Ação de Graças, mas logo percebem que deram um passo maior do que a perna. Adam e Danielle incentivam Mimi a se mudar.                     |              |                                    |                        |
| 14 | 10           | "The Quints Take Manhattan"        | 17 de janeiro de 2017  |
| Os Busbys viajam para Nova York quando um programa de entrevistas na TV convida a família para uma participação ao vivo; uma consulta médica deixa Danielle e Adam preocupados com Hazel.               |              |                                    |                        |

### 3.ª temporada (2017)
| N.º na série | N.º na temp. | Título                                            | Lançamento             |
| --- | ------------ | ------------------------------------------------- | ---------------------- |
| 15 | 1            | "Dawn of the Terrible Twos"                       | 11 de julho de 2017    |
| Os Busbys ficam mais ocupados do que nunca quando as quíntuplas completam dois anos; Danielle planeja um jantar romântico com Adam. O casal se prepara para a consulta oftalmológica de Hazel.                                |              |                                                   |                        |
| 16 | 2            | "A Little Potty Never Killed Nobody"              | 18 de julho de 2017    |
| Adam está cada vez mais preocupado com a possibilidade de outra cirurgia em Hazel. Enquanto isso, Daniel tenta treinar as meninas a usar o banheiro, mas os resultados são desastrosos.                                       |              |                                                   |                        |
| 17 | 3            | "Good Quints Gone Bad"                            | 25 de julho de 2017    |
| Os Busbys impõem regras disciplinares para controlar as gêmeas; Danielle pressiona a Adam a expressar como se sente; Danielle tenta ajudar Mimi a aceitar a mudança para a casa nova.                                         |              |                                                   |                        |
| 18 | 4            | "Extreme Quint Makeover"                          | 1 de agosto de 2017    |
| Os Busbys iniciam a reforma da sala de jogos, enquanto Adam enfrenta alguns problemas emocionais. Hazel recebe seus novos óculos exatamente a tempo para que as meninas subam ao palco para seu primeiro recital.             |              |                                                   |                        |
| 19 | 5            | "Multiple Births, Multiple Birthdays"             | 8 de agosto de 2017    |
| Os Busbys planejam uma festa de aniversário para todas as meninas, mas Blayke pede uma comemoração só dela. Aos dois anos, as gêmeas precisam ir pela primeira vez ao dentista.                                               |              |                                                   |                        |
| 20 | 6            | "The Nightmare Before Easter"                     | 15 de agosto de 2017   |
| Na época da Páscoa, os Busbys planejam várias atividades, mas a diversão logo se transforma em um pesadelo. Adam revela um plano insólito para lidar com suas dificuldades, então Danielle precisa tomar uma decisão difícil. |              |                                                   |                        |
| 21 | 7            | "While the Busbys Are Away the Quints Will Play!" | 22 de agosto de 2017   |
| Adam e Danielle viajam para Nashville e deixam a família cuidando das quíntuplas. Mas quando Hazel dá um susto no tio, eles percebem que não é uma tarefa tão fácil. Adam admite que não é o único com dificuldades.          |              |                                                   |                        |
| 22 | 8            | "Battle of the Busby Baby Photos"                 | 29 de agosto de 2017   |
| Adam e Danielle competem para ver quem tira a melhor foto das quíntuplas para o estúdio de spinning. Danielle se estressa com o evento de arrecadação de fundos, enquanto Adam enfrenta seus problemas emocionais.            |              |                                                   |                        |
| 23 | 9            | "Mother's Day Getaway"                            | 5 de setembro de 2017  |
| Adam planeja uma viagem à praia no Dia das Mães, mas com a família inteira a reboque, ela pode não ser tão relaxante. Na viagem, as quíntuplas veem o mar pela primeira vez. Adam revela suas dificuldades a Nick e Dale.     |              |                                                   |                        |
| 24 | 10           | "The Busby's Newest Addition"                     | 12 de setembro de 2017 |
| Às vésperas da inauguração do estúdio de spinning, a tensão aumenta quando Danielle anuncia que pretende trabalhar mais. Hazel retorna ao oculista e as gêmeas são convidadas para o desfile de League City.                  |              |                                                   |                        |

### 4.ª temporada (2018)
| N.º na série | N.º na temp. | Título                                       | Lançamento             |
| --- | ------------ | -------------------------------------------- | ---------------------- |
| 25 | 1            | "The Quints Have Taken Over!"                | 10 de julho de 2018    |
| Durante o Furacão Harvey, um membro da família sofre uma perda devastadora; Danielle e Adam não sabem o que fazer quando Olivia escapa do berço; Danielle precisa trabalhar durante as celebrações do Halloween.                  |              |                                              |                        |
| 26 | 2            | "A Very Busby Thanksgiving"                  | 17 de julho de 2018    |
| Mimi recebe uma má notícia que pode afetar a comemoração de Ação de Graças dos Busbys; Adam e Danielle descobrem que Riley e Parker vão para classes diferentes, e Adam resiste à ideia de separar as quíntuplas.                 |              |                                              |                        |
| 27 | 3            | "It's My Potty and I'll Cry If I Want To"    | 24 de julho de 2018    |
| Os Busbys voltam a treinar as meninas para ir ao banheiro, determinados a não falhar dessa vez; Blayke faz aulas de ginástica; Mimi se distancia da família enquanto sofre pela perda de sua casa, destruída pelo Furacão Harvey. |              |                                              |                        |
| 28 | 4            | "When Danielle's Away, the Quints Will Play" | 31 de julho de 2018    |
| Danielle viaja para uma conferência de trabalho e Adam cuida das seis crianças no fim de semana. Apesar de ficar sobrecarregado com todas as tarefas, ele faz grandes planos para se divertir com as meninas.                     |              |                                              |                        |
| 29 | 5            | "It's Beginning to Look a Lot like Quintmas" | 7 de agosto de 2018    |
| Depois da má notícia sobre Hazel, Danielle decide organizar o melhor Natal de todos, mas Adam faz outros planos e pode comprometer a celebração; as quíntuplas se apresentam na escola, mas o medo do palco pode atrapalhar.      |              |                                              |                        |
| 30 | 6            | "I'm Dreaming of a Cajun Christmas"          | 14 de agosto de 2018   |
| Danielle e Adam estão determinados a proporcionar o melhor Natal para suas filhas; mas quando os planos começam a dar errado, Danielle desaba.                                                                                    |              |                                              |                        |
| 31 | 7            | "New Year, New Responsibilities"             | 21 de agosto de 2018   |
| Danielle começa o ano novo fazendo um quadro de tarefas para estimular as meninas a ajudarem na casa; fica a dúvida se isso vai amenizar seu cansaço ou aumentar as birras das quíntuplas; as meninas participam de um desfile.   |              |                                              |                        |
| 32 | 8            | "The Last Time This Happened We Had Quints!" | 28 de agosto de 2018   |
| Danielle se preocupa com sua saúde, e Adam revela um segredo que pode significar que ela está grávida; o estresse do casal vai ao limite quando uma das quíntuplas some; Blayke abre uma barraca para vender limonada.            |              |                                              |                        |
| 33 | 9            | "OutValentined"                              | 4 de setembro de 2018  |
| Adam encara o desafio de agradar sua esposa e as seis filhas no Dia dos Namorados; Adam e Danielle ficam chocados com o que descobrem na consulta médica de Hazel.                                                                |              |                                              |                        |
| 34 | 10           | "Houston, We Have a Potty Problem"           | 11 de setembro de 2018 |
| Danielle está pronta para desfraldar as quíntuplas, mas Adam fica preocupado; após meses distante, Mimi pede para encontrar Danielle; uma tentativa de Adam passar algum tempo com as meninas não dá muito certo.                 |              |                                              |                        |
| 35 | 11           | "Every Quint for Herself"                    | 18 de setembro de 2018 |
| Um passeio divertido em família vira um caos quando as quíntuplas brigam por brinquedos; os Busbys se oferecem para ajudar a reformar uma casa destruída pelo furacão Harvey.                                                     |              |                                              |                        |
| 36 | 12           | "Busby Birthday Bash"                        | 25 de setembro de 2018 |
| Danielle bola um plano para fazer Blayke e as quíntuplas se sentirem especiais em seus aniversários; Adam sofre por achar que está perdendo o crescimento das meninas.                                                            |              |                                              |                        |
| 37 | 13           | "Hawaii Five-Uh-Oh"                          | 2 de outubro de 2018   |
| A família inteira viaja para o Havaí para passar o feriado; mas antes, todos precisam sobreviver à jornada de 11 horas; Adam pensa em sair do emprego para passar mais tempo com as meninas.                                      |              |                                              |                        |

### 5.ª temporada (2019)
| N.º na série | N.º na temp. | Título                          | Lançamento          |
| --- | ------------ | ------------------------------- | ------------------- |
| 38 | 1            | "Young, Wild & Three"           | 11 de junho de 2019 |
| As quíntuplas já são quase adolescentes, e Danielle e Adam precisam descobrir como torná-las mais disciplinadas; Adam tenta equilibrar o trabalho em casa, mas depois que Ava fica doente, os Busbys fazem uma descoberta chocante em sua casa. |              |                                 |                     |
| 39 | 2            | "Our Home Is Sick"              | 18 de junho de 2019 |
| As quíntuplas dormem pela primeira vez na casa dos Mills quando os Busbys são obrigados a sair de casa. Temendo pela saúde das meninas depois da exposição prolongada ao mofo, Danielle e Adam as levam ao médico.                              |              |                                 |                     |
| 40 | 3            | "The Quints Get Schooled"       | 25 de junho de 2019 |
| O feriado de Ação de Graças está chegando, mas os Busbys não têm tempo para comemorar. Eles procuram uma casa nova e a tensão entre Adam e Danielle aumenta. As crianças fazem sua primeira prova escolar.                                      |              |                                 |                     |
| 41 | 4            | "New House, New Problems"       | 2 de julho de 2019  |
| Os Busbys se mudam da casa infestada de mofo, mas a transição não é fácil. As brigas constantes entre as quíntuplas obrigam Adam e Danielle a separar seus quartos. Adam planeja uma festa de aniversário surpresa para Danielle.               |              |                                 |                     |
| 42 | 5            | "The Nightmare Before Quintmas" | 9 de julho de 2019  |
| Na casa nova, Adam e Danielle tentam recuperar o que sobrou do Natal anterior; quando Danielle descobre que precisa remover os dentes do siso, Adam tenta administrar a casa e organizar o Natal perfeito.                                      |              |                                 |                     |
| 43 | 6            | "Lights, Camera, Quints!"       | 16 de julho de 2019 |
| Adam recebe uma grande oportunidade de trabalho; quando a ansiedade afeta o comportamento de Parker, os Busbys são obrigados a buscar soluções; Blayke segue os passos da mãe com um novo hobby.                                                |              |                                 |                     |
| 44 | 7            | "Quints on the High Seas"       | 23 de julho de 2019 |
| As meninas realizam um sonho quando embarcam com toda a família em um cruzeiro da Disney; uma oportunidade de emprego promissora aumenta a tensão entre Adam e Danielle.                                                                        |              |                                 |                     |
| 45 | 8            | "There's No Place Like Home"    | 30 de julho de 2019 |
| Uma visita à antiga casa dos Busbys reserva uma surpresa; a situação profissional de Adam sofre uma mudança inesperada; os Busbys se preparam para uma má notícia depois da consulta de Hazel com o oftalmologista.                             |              |                                 |                     |

### 6.ª temporada (2019)
| N.º na série | N.º na temp. | Título                             | Lançamento            |
| --- | ------------ | ---------------------------------- | --------------------- |
| 46 | 1            | "Fournado Warning"                 | 1 de outubro de 2019  |
| É época de aniversários na casa Busby! Quando os Quints completam quatro anos, Riley navega em seu primeiro dia de Pré-K, Hazel ajusta-se aos seus óculos de menina grande e as meninas dizem adeus às fraldas noturnas. O novo emprego de Adam significa grande estresse para Danielle. |              |                                    |                       |
| 47 | 2            | "Veggies...Ewww!"                  | 8 de outubro de 2019  |
| Adam e Danielle querem que as meninas tenham uma alimentação mais saudável, mas nem todas gostam das novas opções vegetarianas; a família recebe uma notícia sobre a casa e precisa tomar uma decisão importante.                                                                        |              |                                    |                       |
| 48 | 3            | "Not So Quiet Riot"                | 15 de outubro de 2019 |
| Quando a família decide suspender as sonecas das quíntuplas, Danielle se estressa com uma casa cheia de meninas mal-humoradas; Adam e as filhas tentam encontrar o presente perfeito de Dia das Mães para Danielle.                                                                      |              |                                    |                       |
| 49 | 4            | "Quint Tested, Parent Approved"    | 22 de outubro de 2019 |
| As quíntuplas se preparam para fazer um teste que determinará em que classe estudarão no ano seguinte; conflitos de agenda aumentam a tensão, enquanto Danielle e Adam tentam equilibrar a empresa e a vida familiar.                                                                    |              |                                    |                       |
| 50 | 5            | "Big Decisions in the Big Country" | 29 de outubro de 2019 |
| A família comemora o aniversário de Adam passando um fim de semana em Dude Ranch. Os Busbys devem tomar uma decisão difícil sobre a educação das meninas. Adam reflete sobre o arriscado plano de negócio de Danielle.                                                                   |              |                                    |                       |
| 51 | 6            | "Raising Quints 101"               | 5 de novembro de 2019 |
| Os Busbys se tornaram especialistas em cuidar de quíntuplas e estão prontos para transmitir seus conhecimentos ao mundo. Em imagens inéditas, eles mostram o que fazer e o que não fazer com cinco gêmeas em casa.                                                                       |              |                                    |                       |

### 7.ª temporada (2020)
| N.º na série | N.º na temp. | Título                           | Lançamento          |
| --- | ------------ | -------------------------------- | ------------------- |
| 52 | 1            | "My Busby Valentine"             | 2 de junho de 2020  |
| Conforme o Dia dos Namorados se aproxima, Adam fica dividido sobre como fazer suas filhas se sentirem especiais durante o feriado. Danielle oferece à família uma surpresa que nunca esquecerão, e os Busbys aprendem sobre segurança contra incêndios com uma reviravolta inesperada.               |              |                                  |                     |
| 53 | 2            | "Snow-Cation"                    | 16 de junho de 2020 |
| É uma viagem inédita para os Quints, já que a família vai para o Wyoming para uma viagem de esqui! Enquanto os Busbys se preparam para a consulta de Hazel, eles temem o pior. Além disso, com uma crise global se aproximando, Adam e Danielle se perguntam o que os espera em casa.                |              |                                  |                     |
| 54 | 3            | "Coronavirus Changes Everything" | 23 de junho de 2020 |
| À medida que a ameaça do coronavírus aumenta, os Busbys precisam lidar com a educação domiciliar de suas seis filhas e fazer malabarismos com planos de aniversário em meio à crise. A nomeação de Hazel está chegando, mas os Busbys não têm certeza se isso vai acontecer e qual será o resultado. |              |                                  |                     |
| 55 | 4            | "Quints in Quarantine"           | 30 de junho de 2020 |
| Conforme o coronavírus se instala, os Busbys precisam ficar em quarentena em sua casa. Neste episódio totalmente auto-disparado, a família de oito pessoas comemora aniversários e Páscoa, luta contra a febre da cabine e tenta manter a sanidade enquanto passam semanas a fio confinados juntos.  |              |                                  |                     |

### 8.ª temporada (2021)
| N.º na série | N.º na temp. | Título | Lançamento              |
| ------------ | ------------ | ------ | ----------------------- |
| 56           | 1            | "TBA"  | 23 de fevereiro de 2021 |